# Shirley MacLaine
Shirley MacLaine, geboren als Shirley MacLean Beaty (Richmond, Virginia 24 april 1934) is een Amerikaans actrice. Ze is de oudere zus van acteur-regisseur Warren Beatty (Warren heeft zijn achternaam veranderd van 'Beaty' in 'Beatty').

## Biografie
Ze is de dochter van Ira Owens Beaty en Kathlyn Corinne Maclean. Haar ouders hebben haar vernoemd naar Shirley Temple. Als kind volgde ze balletlessen. Op haar zestiende vertrok ze naar New York, om daar actrice en danseres op Broadway te worden. Ze maakte haar theaterdebuut in Me and Juliet. Haar eerste grote succes was in het toneelstuk The Pajama Game, waar ze de doublure was voor actrice Carol Haney. Toen deze haar enkel brak, nam Shirley haar rol over. Enkele maanden later, toen ze weer moest invallen voor Haney, werd ze ontdekt door filmproducent Hal B. Wallis, die in de zaal zat. Hij bood haar een contract aan voor Paramount Pictures en nam haar mee naar Hollywood.
Ze maakte in 1955 haar filmdebuut als Jennifer Rogers in de zwarte komedie The Trouble with Harry van Alfred Hitchcock, waarna ze een rol had in Artists and Models met Jerry Lewis en Dean Martin. In Around the World in 80 Days uit 1956 was ze te zien als Indiase prinses. Voor Some Came Running uit 1958, waarin ze naast Frank Sinatra speelde, kreeg ze haar eerste nominatie voor een Oscar voor beste actrice.
In 1960 speelde ze samen met Frank Sinatra, Dean Martin, Sammy Davis jr. en Peter Lawford in Ocean's 11, en werd zo het enige vrouwelijke lid van de Rat Pack. Datzelfde jaar was ze te zien in Can-Can, waarin ze haar danstalenten kon laten zien, en in Billy Wilders The Apartment, waarvoor ze haar tweede Oscarnominatie zou krijgen. Met Wilder en Jack Lemmon, de andere hoofdrolspeler in The Apartment maakte ze ook Irma la Douce, waarvoor ze haar derde nominatie kreeg. 
In The Children's Hour (1961), gebaseerd op het toneelstuk van Lillian Hellman en verfilmd/geregisseerd door William Wyler (Ben-Hur (1959)), bekleedde ze een opmerkelijke rol naast Audrey Hepburn en James Garner. 
Ook was ze te zien in musicals als What a Way to Go! (1964) en Sweet Charity! (1968) van Bob Fosse.
In 1970 schreef ze haar eerste boek, de autobiografie Don't Fall of the Mountain. Een jaar later speelde ze een fotografe in de komische televisieserie Shirley's World (1971-1972). In 1975 maakte ze een documentaire over China, The Other Half of the Sky — A China Memoir. De documentaire werd genomineerd voor een Oscar. In 1977 kreeg ze haar vierde nominatie voor een Oscar voor beste actrice, ditmaal voor de film The Turning Point, waarin ze naast Anne Bancroft te zien is. Hierin speelt ze een voormalige ballerina, die haar danscarrière vaarwel heeft gezegd om huisvrouw te worden. In 1979 was ze te zien tegenover Peter Sellers in de cultfilm Being There.
Voor Terms of Endearment van James L. Brooks uit 1983, waarin ze de egocentrische moeder van Debra Winger speelde, kreeg ze eindelijk de Oscar voor beste actrice. Datzelfde jaar bracht ze het boek Out on a Limb uit, waarin ze haar ervaringen met en theorieën over reïncarnatie en uittredingen beschreef. Ze gaf eind jaren tachtig, begin jaren negentig cursussen, waarin ze haar leerlingen new-age-technieken bijbracht.
In 1988 keerde ze terug naar de film met Madame Sousatzka (waarvoor ze een Golden Globe won), en de jaren daarop speelde ze in onder andere Steel Magnolias (1989), Postcards from the Edge (1990), Guarding Tess (1994) en Mrs. Winterbourne (1996). Na enkele jaren in kleinere films en televisiefilms te hebben gespeeld en enkele succesvolle boeken te hebben geschreven, keerde ze in 2005 terug op het witte doek met rollen in Bewitched, In Her Shoes en Rumor Has It. Ze speelde in de meeste van deze films excentrieke of bemoeizuchtige moeders en oma's. Voor haar rol in In Her Shoes kreeg ze een Golden Globe-nominatie.
In 2012 speelde ze mee in de Britse dramaserie Downton Abbey als Martha Levinson, de excentrieke Amerikaanse moeder van Cora Crawley. In 2018 speelde ze de vertellende grootmoeder in “The Little Mermaid”.
Shirley MacLaine was van 1954 tot 1982 getrouwd met zakenman Steve Parker. Ze heeft één dochter, Sachi Parker, geboren in 1956.

## Prijzen
Golden Globes:
- 1955 - Meest veelbelovende nieuwkomer
- 1959 - Beste filmactrice - Drama voor Some Came Running (nominatie)
- 1959 - Speciale prijs voor meest veelzijdige actrice
- 1961 - Beste filmactrice - Musical/Comedy, voor The Apartment (gewonnen)
- 1962 - Beste filmactrice - Drama, voor The Children's Hour (nominatie)
- 1964 - Beste filmactrice - Musical/Comedy, voor Irma la Douce (gewonnen)
- 1967 - Beste filmactrice - Musical/Comedy, voor Gambit (nominatie)
- 1968 - Beste filmactrice - Musical/Comedy, voor Woman Times Seven (nominatie)
- 1970 - Beste filmactrice - Musical/Comedy, voor Sweet Charity (nominatie)
- 1980 - Beste filmactrice - Musical/Comedy, voor Being There (nominatie)
- 1984 - Beste filmactrice - Drama, voor Terms of Endearment (gewonnen)
- 1988 - Beste actrice in een miniserie of televisiefilm, voor Out on a Limb (nominatie)
- 1989 - Beste filmactrice - Drama, voor Madame Sousatzka (gewonnen)
- 1991 - Beste actrice in een bijrol in een film, voor Postcards from the Edge (nominatie)
- 1993 - Beste filmactrice - Musical/Comedy, voor Used People
- 1995 - Beste filmactrice - Musical/Comedy, voor Guarding Tess
- 1998 - Cecil B. DeMille Award
- 2003 - Beste actrice in een miniserie of televisiefilm, voor Hell on Heels: The Battle of Mary Kay (nominatie)
- 2006 - Beste actrice in een bijrol in een film, voor In Her Shoes (nominatie)

Academy Awards:
- 1959 - Beste actrice - Some Came Running (nominatie)
- 1961 - Beste actrice - The Apartment (nominatie)
- 1964 - Beste actrice - Irma la Douce (nominatie)
- 1976 - Beste documentaire - The Other Half of the Sky: A China Memoir (nominatie)
- 1978 - Beste actrice - The Turning Point (nominatie)
- 1984 - Beste actrice - Terms of Endearment (gewonnen)